# Heliogomphus spirillus
Heliogomphus spirillus – gatunek ważki z rodziny gadziogłówkowatych (Gomphidae).